# Mycomicrothelia macularis
Mycomicrothelia macularis är en lavart som först beskrevs av Abramo Bartolommeo Massalongo och som fick sitt nu gällande namn av Karl von Keissler. 
Mycomicrothelia macularis ingår i släktet Mycomicrothelia och familjen Arthopyreniaceae. Arten är reproducerande i Sverige.